# Mardhabaan
Mardhabaan is een groot dorp in het district Sablaale in de gobolka (regio) Neder-Shabelle in Zuid-Somalië.
Mardhabaan ligt hemelsbreed 29 km ten noordwesten van Baraawe en 192 km ten zuidwesten van Mogadishu, op een plaats waar de seizoensgebonden rivier Far Majaan in de Shabelle stroomt. Het dorp ligt 28 km van de kust van de Indische Oceaan. De kuststrook zelf is vrijwel onbewoond. Dorpen in de buurt zijn Haaway (13,8 km) en Dhayo (12,9 km). In de omgeving zijn veel dorpen verdwenen, die vaak nog wel op landkaarten staan, zoals Abrarow, Awal Buley, Dhergane, Shiikh Cabdi, Yataan, Garas Herei, Kawaaloow, Laab Kaban (Laab Koban), Caab Kaban, Lugnale, Wanamog, Kaban Weyn, Sablaale en Maftan (Mattan).
Klimaat: Mardhabaan heeft een tropisch savanneklimaat. De gemiddelde jaartemperatuur is 26,4 °C. April is de warmste maand, gemiddeld 28,0 °C; augustus is het koelste, gemiddeld 25,0 °C. De jaarlijkse regenval bedraagt ca. 516 mm (ter vergelijking: in Nederland ca. 800 mm). Van december t/m maart is er een lang droog seizoen, direct gevolgd door een nat seizoen van april-juni. In de periode juli-november regent het af en toe, maar lijkt geen sprake van een echt regenseizoen. April is de natste maand met ca. 116 mm neerslag. Overigens kan e.e.a. van jaar tot jaar sterk verschillen.